# Le Fantôme de la Momie
Pour plus de détails, voir Fiche technique et Distribution.
Le Fantôme de la Momie (The Mummy's Ghost) est un film américain réalisé par Reginald Le Borg, sorti en 1944. Ce film est la suite du film La Tombe de la Momie.
Le film fait partie de la série des Universal Monsters.

## Synopsis
Andoheb, le grand prêtre vieillissant d'Arkam (Karnak dans les films précédents), a convoqué Yousef Bey au temple d'Arkam pour passer les fonctions de grand prêtre. Auparavant, Andoheb explique la légende de Kharis à Bey. Pendant ce temps, à Mapleton, Massachusetts, le professeur Matthew Norman, qui avait examiné l'un des morceaux de bandage manquants de Kharis lors de la dernière frénésie de la momie à Mapleton, explique également les légendes des prêtres d'Arkam et de Kharis à sa classe d'histoire, qui sont loin de croire. À la fin de la conférence, l'un des étudiants, Tom Hervey, rencontre sa petite amie Amina Mansori, une belle femme d'origine égyptienne. Cependant, un sentiment étrange et trouble se produit dans son esprit chaque fois que le sujet de l'Égypte est mentionné.
De retour en Egypte, Andoheb informe Yousef Bey que Kharis vit toujours et que la mission de Yousef est de récupérer Kharis et le corps d'Ananka et de les ramener à leur lieu de repos légitime en Egypte. Yousef Bey promet sa dévotion avant qu'Andoheb explique que pendant chaque pleine lune, Yousef Bey doit brasser le fluide de neuf feuilles de tana. Kharis le sentira et trouvera les feuilles où qu'elles soient.
La lune est pleine à Mapleton alors que le professeur Norman étudie les hiéroglyphes sur un cas de feuilles de tana. Il a déchiffré le message sur le brassage de neuf feuilles de tana pendant la pleine lune et décide de faire exactement cela. La forme déchiquetée et déchiquetée de Kharis, cependant, sent le brassage des feuilles et se dirige vers elles. Sur le chemin, il passe chez Amina et elle le suit dans un état de transe. Kharis arrive bientôt chez le professeur Norman, l'étrangle et boit le liquide des feuilles de tana. Amina voit Kharis, ce qui la sort de sa transe mais la fait également s'évanouir. Elle tombe au sol avec une étrange tache de naissance maintenant apparente sur son poignet.
Le lendemain matin, le shérif et le coroner découvrent un étrange moule autour de la gorge du professeur décédé - un signe qu'ils savent tous les deux signifier que la momie traque à nouveau Mapleton. Le shérif Elwood interroge Amina, qui est hébétée, mais Tom Hervey arrive et essaie de lui fournir un alibi. Le shérif rejette finalement le couple et Tom la ramène à la maison.
Plus tard, Yousef Bey, arrivé à Mapleton, fait appel à Amon-Ra pour l'aider dans sa quête et commence à brasser le fluide sacré des feuilles de tana pour invoquer Kharis. Kharis sent les feuilles et se dirige vers elles, tuant un fermier impuissant en cours de route. Le shérif arrive bientôt sur les lieux et organise une partie de recherche.
Le lendemain, au musée Scripps, Yousef Bey est à la traîne d'un groupe de touristes visitant la momie d'Ananka. Après l'heure de fermeture, Yousef sort d'une cachette alors que Kharis fait irruption dans le musée. Kharis tente de toucher le corps momifié, mais il se désintègre sous l'emballage lorsque sa main s'approche. Yousef Bey se rend compte que l'âme d'Ananka s'est réincarnée sous une autre forme. Kharis est furieux et commence à détruire l'exposition, attirant le garde de sécurité du musée qui est impitoyablement massacré par Kharis.
L'inspecteur de police Walgreen et le Dr Ayad du musée sont perplexes quant à la façon dont le corps d'Ananka a disparu sans déranger les emballages. Le Dr Ayad fait correspondre les marques sur la tombe à celles d'un tonneau de feuilles de tana et l'inspecteur Walgreen décide d'utiliser les feuilles pour attirer et capturer Kharis. Le plan est de construire une fosse pour confiner la créature jusqu'à ce qu'un moyen de s'occuper de lui puisse être trouvé.
Amina est toujours incapable de secouer les sentiments hantés qui la torturent et Tom, sans tenir compte des avertissements du shérif, demande à Amina de s'enfuir avec lui à New York. Elle accepte et les deux prévoient de partir tôt le lendemain matin. Pendant ce temps, Yousef Bey demande à Amon-Ra de le conduire dans la nouvelle maison de l'âme d'Ananka, puis envoie Kharis dans cette direction pour trouver Ananka.
L'inspecteur Walgreen commence maintenant à appâter son piège en brûlant neuf feuilles de tana et Kharis se dirige immédiatement vers la maison normande. Amina est réveillée par son approche et erre hypnotiquement dans la cour. Kharis la reconnaît comme la porteuse de l'âme d'Ananka et Amina s'évanouit alors que Kharis la prend et l'emmène.
L'enlèvement est assisté par Mme Blake, la tutrice d'Amina, qui téléphone à Tom pour l'alerter. Tom se lance immédiatement à la poursuite tandis que Mme Blake se dirige vers la maison normande et raconte son histoire à l'inspecteur Walgreen, au shérif Elwood et à un grand groupe de bénévoles. Kharis arrive au moulin et présente Amina à Yousef Bey. Bey reconnaît la tache de naissance sur son poignet comme le symbole des prêtres d'Arkam. Amina se réveille et le prêtre l'informe qu'elle est, en effet, la réincarnation d'Ananka.
Yousef Bey commence maintenant à admirer la beauté d'Amina et ne peut nier les tentations qu'il ressent de la garder en vie en tant qu'épouse. Il décide d'utiliser les feuilles de tana pour la garder jeune et belle pour toujours, ce qui enrage Kharis. Avant que Yousef Bey ne puisse donner le fluide à Amina, la momie fait tomber la coupe et se venger du prêtre, qui tombe par une fenêtre à sa mort.
Tom Hervey arrive maintenant et assiste à la mort du prêtre. Il se précipite dans les escaliers du moulin, mais est rencontré par Kharis. Une lutte s'ensuit et Tom est rapidement débordé. Kharis tente de s'échapper avec Amina et la foule poursuit la momie et sa princesse dans les marais voisins. Dans les bras de Kharis, Amina / Ananka vieillit rapidement. Ils sont chassés de plus en plus profondément dans les marais et commencent maintenant à s'enfoncer dans la tourbière. La dernière vue angoissée d'Amina par Tom est celle d'une princesse égyptienne de 3000 ans alors que Kharis et Ananka disparaissent sous l'eau, enfin unis dans la mort.

## Fiche technique
- Titre : Le Fantôme de la Momie
- Titre original : The Mummy's Ghost
- Réalisation : Reginald Le Borg
- Scénario : Griffin Jay
- Montage : Saul A. Goodkind
- Musique : Frank Skinner (non crédité)
- Producteur : Ben Pivar
- Société de production : Universal Pictures
- Société de distribution :Universal Pictures
- Budget :
- Pays d'origine :  États-Unis
- Langue : anglais
- Format : Noir et blanc — 35 mm — 1,37:1 — Son : Mono (Western Electric Recording)
- Genre : Film de science-fiction, Film de fantasy, Film d'horreur
- Durée : 61 minutes
- Dates de sortie : 
  - États-Unis : 7 juillet 1944
  - France : 18 juillet 1952
- Affiche : René Lefèbvre (France)

## Distribution
- Lon Chaney Jr. : Kharis, la Momie
- John Carradine : Yousef Bey
- Robert Lowery : Tom Hervey

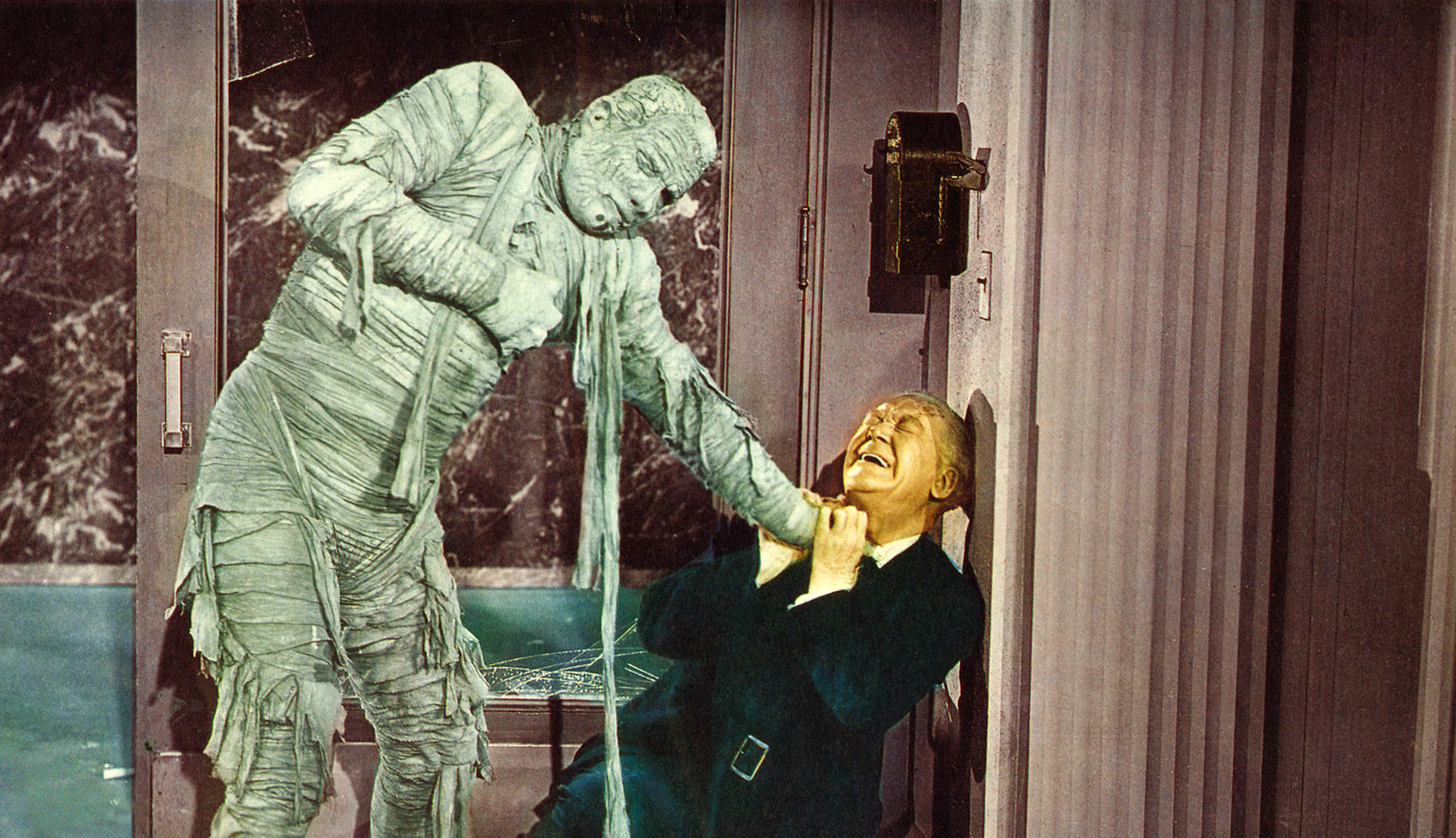
Kharis, la Momie.

- Ramsay Ames : Amina Mansouri / Ananka
- Barton MacLane : Inspecteur Walgreen
- George Zucco : Andoheb
- Frank Reicher : Matthew Norman
- Harry Shannon : Shérif Elwood
- Claire Whitney : Mme Ella Norman
- Oscar O'Shea : Scripps, gardien du musée
- Dorothy Vaughan : Mme Blake
- Emmett Vogan : le coroner